# Kamuesa (manzana)
'Kamuesa es el nombre de una variedad cultivar de manzano (Malus domestica). Esta manzana está cultivada en diversos viveros entre ellos algunos dedicados a conservación de árboles frutales en peligro de desaparición. La manzana 'Kamuesa' es originaria de Guipúzcoa, y actualmente se cultiva debido a su sabor dulce para postre de mesa fresca, y muy apreciada en la elaboración de sidra.

## Sinónimos
- "Manzana Kamuesa",[6][7]
- "Merkader Sagarra",[8]
- "Kamuesa Sagarra".[6]

## Historia
'Kamuesa' es una variedad de manzana cultivada en el País Vasco, está considerada incluida en las variedades locales autóctonas muy antiguas, cuyo cultivo se centraba en comarcas muy definidas. Se caracterizaban por su buena adaptación a sus ecosistemas y podrían tener interés genético en virtud de su adaptación. Estas se podían clasificar en dos subgrupos: de mesa y de sidra (aunque algunas tenían aptitud mixta). Es muy apreciada en la cocina y muy importante en la elaboración de sidra en el país vasco por su sabor dulce.
'Kamuesa' es una variedad mixta, clasificada como muy buena en la elaboración de sidra, también se utiliza en la mesa por su sabor y aspecto atractivo; difundido su cultivo en el pasado por los viveros comerciales y cuyo cultivo en la actualidad se ha reducido a huertos familiares, y apreciada en elaboraciones culinarias. Variedad presente en Guipúzcoa.

## Características
El manzano de la variedad 'Kamuesa' tiene un vigor alto, es árbol de mediana producción; florece a finales de abril; tubo del cáliz en forma de embudo corto, y con los estambres situados en su mitad.
La variedad de manzana 'Kamuesa' tiene un fruto de tamaño medio; forma redondeada con la parte superior achatada; piel no gruesa, blanda, sin brillo, cerosa, se magulla con facilidad; con color de fondo amarillo verdoso, siendo el color del sobre color lavado de rubor muy tenue de cobrizo en la cara expuesta al sol, importancia del sobre color muy débil, distribución del color en chapa, presenta lenticelas diminutas coloradas de ruginoso-"russeting", sensibilidad al ruginoso-"russeting" (pardeamiento áspero superficial que presentan algunas variedades) débil; pedúnculo de tamaño largo, grosor de calibre delgado, duro y sobresale de la cavidad peduncular, anchura de la cavidad peduncular estrecha, profundidad de la cavidad pedúncular es profunda con los bordes con una  importancia del ruginoso-"russeting" en cavidad peduncular media sin sobresalir al hombro; calicina pequeño y semicerrado, profundidad de la cav. calicina media, de anchura estrecha; sépalos triangulares en la base apretados. 
Carne de color blanco. Textura crujiente, de mucho zumo y mucho aroma; el sabor característico de la variedad, dulce; corazón de tamaño medio, desplazado. Eje abierto. Cavidades casi imperceptibles. Semillas aristadas, puntiagudas, de tamaño medio, color marrón claro uniforme.
La manzana 'Kamuesa' tiene una época de recolección a mediados de otoño, madura a finales de otoño, de larga duración. Tiene uso mixto pues se usa como manzana de uso de postre fresco en mesa, y también como manzana para la elaboración de sidra, como manzana sidrera es una variedad dulce muy apreciada.